# 원주경찰서
원주경찰서(原州警察署, Wonju Police Station)는 강원특별자치도경찰청이 관할하는 경찰서 중 하나이다. 
강원특별자치도 원주시 일대를 관할한다.
강원특별자치도 원주시 봉산로 1 (봉산동)에 위치하고 있다.
서장은 경무관으로 보한다(도내 최초로 격상).

## 기본 정보
- 주소 : 강원특별자치도 원주시 봉산로 1 (봉산동)
- 우편번호 : 26329

## 관할 파출소 및 지구대
| 명칭       | 사진 | 주소                 | 관할구역                                        | 치안센터     |
| ---------- | ---- | -------------------- | ----------------------------------------------- | ------------ |
| 단계지구대 |      | 북원로 2317          | 단계동, 무실동                                  |              |
| 단관지구대 |      | 강변로 286           | 단구동, 개운동                                  |              |
| 봉산지구대 |      | 현충로 107           | 봉산동, 행구동, 태장1동, 소초면                 | 소초치안센터 |
| 북원지구대 |      | 우산공단길 9-1       | 우산동, 태장2동, 가현동, 호저면                 | 호저치안센터 |
| 지정지구대 |      | 지정면 가곡로 63     | 지정면, 기업도시, 호저면 만종리                 |              |
| 중앙지구대 |      | 평원로 160           | 학성동, 중앙동, 일산동, 평원동, 명륜1동, 원인동 |              |
| 흥업지구대 |      | 흥업면 남원로 43     | 흥업면, 명륜2동, 귀래면                         | 귀래치안센터 |
| 치악지구대 |      | 양지로 90            | 반곡관설동, 행구동, 판부면, 신림면, 혁신도시    | 신림치안센터 |
| 문막파출소 |      | 문막읍 건등로 3      | 문막읍                                          |              |
| 부론파출소 |      | 부론면 법천시장길 63 | 부론면                                          |              |

## 같이 보기
- 강원특별자치도경찰청